# The Music's No Good Without You
The Music's No Good Without You è il primo singolo estratto per l'Europa ed il secondo per il Nord America dall'album Living Proof della cantante e attrice statunitense Cher.

## Descrizione
The Music's No Good Without You è stata scritta da Cher, James Thomas, Mark Taylor e Paul Barry e prodotta da Mark Taylor, James Thomas e Jeff Taylor. È un brano di genere dance-pop e Eurodisco, che fa ampio uso dell'autotune.
Come lato B del disco singolo fu usata A Different Kind of Love Song. Alcuni remix furono prodotti da Almighty e Warren Clark.
La canzone fu interpretata all'interno di diversi programmi televisivi in Europa ma mai all'interno del suo Farewell Tour tra 2002 e 2005.

## Successo commerciale
The Music's No Good Without You era stata pensata per bissare il successo di Believe, ma fu una hit solamente al di fuori degli Stati Uniti.
The Music's No Good Without You divenne il primo singolo per un artista statunitense a raggiungere la posizione numero 1 in Russia.
Il singolo di Cher entrò, tra le altre, nelle top 10 di Polonia, Repubblica Ceca e Spagna.
La canzone di Cher ha riscosso un ottimo successo radiofonico in Italia, arrivando alla posizione numero 6 della classifica italiana, restandoci per alcune settimane.
Nel Regno Unito arrivò alla posizione numero 8, rendendo Cher l'unica artista donna ad avere delle top 10 hit nella classifica britannica in ogni decade a partire dagli anni sessanta (la sua prima top 10 hit fu All I Really Want to Do nel 1965). Complessivamente il singolo arrivò alla posizione numero 18 in Europa.
Negli Stati Uniti l'album Living Proof non fu pubblicato prima del febbraio 2002, e il suo singolo di lancio fu Song for the Lonely. Quando The Music's No Good Without You fu pubblicato come singolo negli USA assieme a A Different Kind of Love Song, Cher era già in tour, e il singolo soffrì della mancanza di promozione da parte della cantante.
The Music's No Good Without You fu lanciata come singolo solo per i club americani, raggiungendo la posizione numero 19 della Hot Dance Club Play chart.

## Video musicale
Il videoclip di The Music's No Good Without You segue nella sua trama i testi della canzone, ed è di ambientazione fantascientifica. Nel videoclip Cher, con lunghi capelli biondi, interpreta una regina spaziale nel suo palazzo su un asteroide. È triste perché il suo uomo l'ha lasciata ed è sola, sebbene sia circondata da molti cortigiani. Nelle futuristiche sale del palazzo, dei ballerini interpretano delle coreografie. Nel corso della trama del video la regina scrive una lettera dove prega il suo amore di ritornare, sebbene sappia che questi non ha più bisogno di lei. Verso la fine del video, Cher mette il messaggio in una bottiglia vuota e lo espelle dall'astronave, inviandolo nello spazio. Alla fine del video si scopre che non è la prima lettera che invia perché ci sono dozzine di bottiglie che orbitano nello spazio, che si stagliano contro una grande luce stellare.
La Warner creò anche un video per il remix di The Music's No Good Without You, intitolato Almighty Edit, utilizzando le stesse scene del video ufficiale.
Nel 2001 The Music's No Good Without You fu pubblicato nel Regno Unito in un box set con il video in formato PAL, la canzone e tre immagini promozionali.

## Tracce

### A Different Kind of Love Song/The Music's No Good Without You
Singolo CD maxi Stati Uniti (9 42455-2)
1. A Different Kind of Love Song (Rosabel Attitude Vocal)
2. A Different Kind of Love Song (Murk Main Mix)
3. A Different Kind of Love Song (Ralph's Alternative Vox)
4. A Different Kind of Love Song (Rodney Jerkins Main Mix - Faster)
5. A Different Kind of Love Song (Johnny Rocks Mixshow Radio Edit)
6. A Different Kind of Love Song (Lenny B's Different Kind of Club Mix)
7. A Different Kind of Love Song (Craig J Classic Love Mix)
8. The Music's No Good Without You (Almighty 12" Mix)
9. The Music's No Good Without You (Walter Tieb Mix)

Singolo vinile 2x12" Stati Uniti (0-42455)
1. A Different Kind of Love Song (Rosabel Attitude Vocal)
2. A Different Kind of Love Song (Murk Main Mix)
3. A Different Kind of Love Song (Ralph's Alternative Vox)
4. A Different Kind of Love Song (Rodney Jerkins Main Mix - Faster)
5. A Different Kind of Love Song (Johnny Rocks Mixshow Radio Edit)
6. A Different Kind of Love Song (Craig J Classic Love Mix)
7. The Music's No Good Without You (Almighty 12" Mix)
8. The Music's No Good Without You (Walter Tieb Mix)

### The Music's No Good Without You
Singolo vinile 2x12" Stati Uniti
1. The Music's No Good Without You (Walter Taieb Mix)
2. The Music's No Good Without You (Warren Clarke Instrumental Mixx)
3. The Music's No Good Without You (Warren Clarke Club Mixx)
4. The Music's No Good Without You (Warren Clark Dub Mixx)

Singolo vinile promozionale 12" Stati Uniti e Regno Unito (PRO-A-100903-A)
1. The Music's No Good Without You (Almighty 12" Mix)
2. The Music's No Good Without You (Warren Clark Vocal)
3. The Music's No Good Without You (Walter Taieb Mix)
4. The Music's No Good Without You (Edit)
5. The Music's No Good Without You (Warren Clark Dub)
6. The Music's No Good Without You (Warren Clarke Instrumental)
7. The Music's No Good Without You (Almighty Vocal Edit)
8. The Music's No Good Without You (Album Version)

Singolo CD maxi Germania (0927 42432-2)
1. The Music's No Good Without You (Radio Edit)
2. The Music's No Good Without You (Full Version)
3. Dov'e l'amore (Emilio Estefan Jnr. Extended Mix)

Singolo CD 1 Regno Unito (0927-42500-2)
1. The Music's No Good Without You (Radio Edit)
2. Believe (Album Version)
3. The Music's No Good Without You (Almighty Radio Edit)
4. Believe (Enhanced Video)

Singolo CD 2 Regno Unito (0927-42534-2)
1. The Music's No Good Without You (Full Radio Version)
2. The Music's No Good Without You (Almighty 12" Mix)
3. All or Nothing (Danny Tenaglia International Mix)

Singolo vinile 12" Regno Unito (SAM00583)
1. The Music's No Good Without You (Warren Clarke Club Mixx)
2. The Music's No Good Without You (Warren Clark Dub Mixx)
3. The Music's No Good Without You (Walter Taieb Mix)
4. The Music's No Good Without You (Warren Clarke Instrumental Mixx)

## Classifiche

### Classifiche settimanali
| Classifica (2001-02)     | Posizione massima |
| ------------------------ | ----------------- |
| Australia                | 23                |
| Austria                  | 24                |
| Belgio (Fiandre)         | 28                |
| Belgio (Vallonia)        | 31                |
| Canada                   | 5                 |
| Danimarca                | 1                 |
| Finlandia                | 19                |
| Francia                  | 45                |
| Germania                 | 27                |
| Grecia                   | 1                 |
| Irlanda                  | 25                |
| Italia                   | 6                 |
| Norvegia                 | 20                |
| Paesi Bassi              | 25                |
| Polonia                  | 1                 |
| Regno Unito              | 8                 |
| Repubblica Ceca          | 3                 |
| Romania                  | 5                 |
| Spagna                   | 2                 |
| Stati Uniti (dance club) | 1                 |
| Svezia                   | 13                |
| Svizzera                 | 22                |